# Кирил Петров (режисьор)
Вижте пояснителната страница за други личности с името Кирил Петров.
Кирил Петров Перфанов е български актьор, режисьор и сценарист.

## Биография
Роден е на 26 септември 1890 г. в град Панагюрище. Като малък е дете-възпитаник на школа за запасни офицери. В периода 1903–1906 г. преминава технически курсове във Военния арсенал.  Участва в някои от най-хубавите детски филми. 

## Филмография
Като режисьор:
- 50 години от освобождението на град Плевен (1928)
- Нашето море (1929)
- Ива Самодива (1943)

Като сценарист:
- Нашето море (1929)
- Ива Самодива (1943)
- Изкупление (1947)

Като актьор:
- Песен за човека (1954) Филов
- Лосенските грънчари (1980)